# Honda Accord
L'Honda Accord és un vehicle fabricat per Honda. Presentat el 1976, era un cotxe amb carrosseria hatchback classificat com a compact, amb un disseny semblant a l'Honda Civic. Una versió sedan de 4 portes va aparèixer el 1977.
En principi l'Accord va crear-se per ser un cotxe amb motor V6 amb un gran capó i caràcter esportiu. Però la crisi del petroli i les normatives d'emissions van fer canviar el disseny original esportiu a un disseny més eficient en consum de combustible. Al Japó i Estats Units van distribuir-se mecàniques que usaven la tecnologia CVCC.
L'Accord va ser el primer cotxe japonès fabricat als Estats Units. Concretament, a la planta de Marysville, Ohio l'any 1982. En l'actualitat, el model d'Honda es produeix en diversos llocs del món: Marysville (Ohio, Estats Units), Jalisco (Mèxic), Greater Noida (Índia), Guangzhou (Xina), Pakistan, Japó, Tailàndia i Alor Gajah (Malàisia).
Honda escollí aquest nom per reflectir el compromís d'Honda de garantir una harmonia entre les persones, la societat i l'automòbil (Honda's desire for accord and harmony between people, society and the automobile).
Més de 9.500.000 Accords han sigut venuts als Estats Units des del 1976.

## Primera generació (1976-1981)

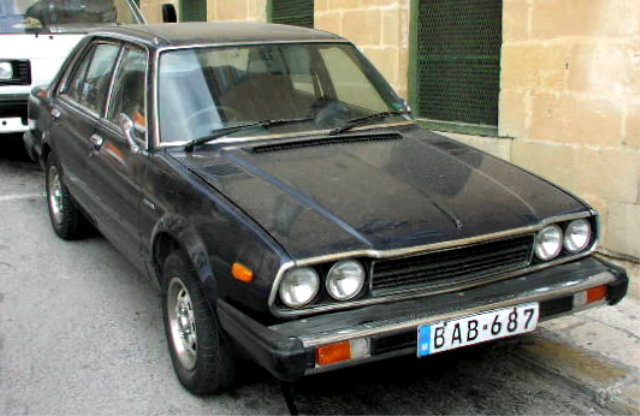
Honda Accord de 1ª generació

Presentat el 1976, com a hatchback de 2 portes i un motor 1.6L (1600 cc) EL de 4 cilindres i 68 cv. Amb una batalla (wheelbase) de 2,380 m (93.7 in) i una llargada de 4,114 m (162 in). Les vendes de l'Accord eren bones a causa de la seva mida i al consum tan baix que tenia.
El 1978 presenta el paquet LX de la versió coupe va ser afegit, amb l'aire condicionat. El 1979, una versió de 4 portes sedan va ser afegida a la gamma, així com un motor 1.8L (1600 cc) EK de 4 cilindres i 72 cv i 127 N·m. El 1980 la caixa automàtica (en opció) de 2 velocitats va ser substituïda per una de 3 velocitats. L'any següent, s'afegeix el paquet SE.
Els rivals d'aquest eren el Toyota Corona, Mitsubishi Galant i el Mazda 626.

## Segona generació (1982-1985)

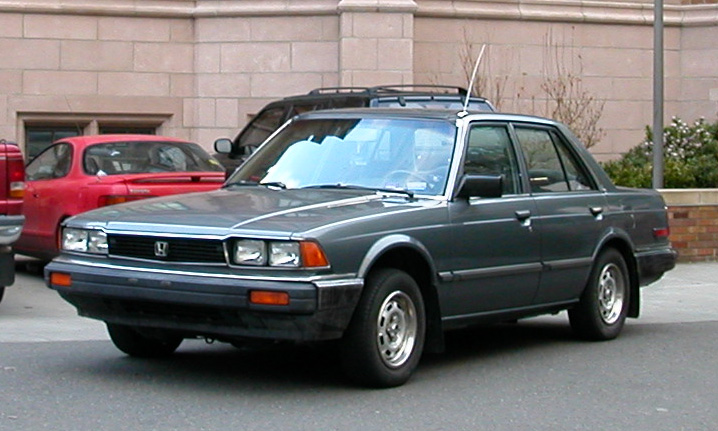
Honda Accord del 1982

El 1982 es presenta un nou disseny d'Accord, i esdevé el vehicle japonès més ven venut als Estats Units. Amb un disseny més modern, tant a l'interior com a l'exterior, segueix oferint-se amb les carrosseries hatchback de 3 portes i sedan de 4 portes i el motor 1.8L (1751 cc) EK CVCC de 4 cilindres, però actualitzat a 75 cv i 130 N·m.
En fiabilitat, el model d'Honda millora, es converteix en un dels cotxes més fiables al mercat dels Estats Units, una posició que avui dia segueix ocupant.
Els paquets d'equipament són el Silver, Sky Blue i Beige. L'acabat LX del hatchback ofereix un rellotge digital i una substancial millora en l'economia del cotxe (és més petit).
El 1983 Honda canvia la caixa de canvi automàtica de 3 velocitats Hondamatic per una de 4 velocitats. La de 5 velocitats manual se segueix oferint. Per al SE (Special Edition), que equipa seients de pell i finestres electròniques.
Per al 1984, els Accord van vendre's a l'est dels Estats Units. S'aplica un redisseny en el xassís i un nou motor 1.8L (1829 cc) ES CVCC de 4 cilindres de 86 cv i 134 N·m. L'acabat LX inclou aire condicionat, direcció hidràulica, finestres elèctriques entre d'altres.
L'any següent el SE retorna com a SE-i, equipant un motor 2.0L (1955 cc) A20A1 d'injecció electrònica de 110 cv. És el primer motor que no usa la tecnologia CVCC.
Els rivals d'aquest eren el Toyota Camry, Mitsubishi Galant i el Mazda 626.

## Tercera generació (1986-1989)

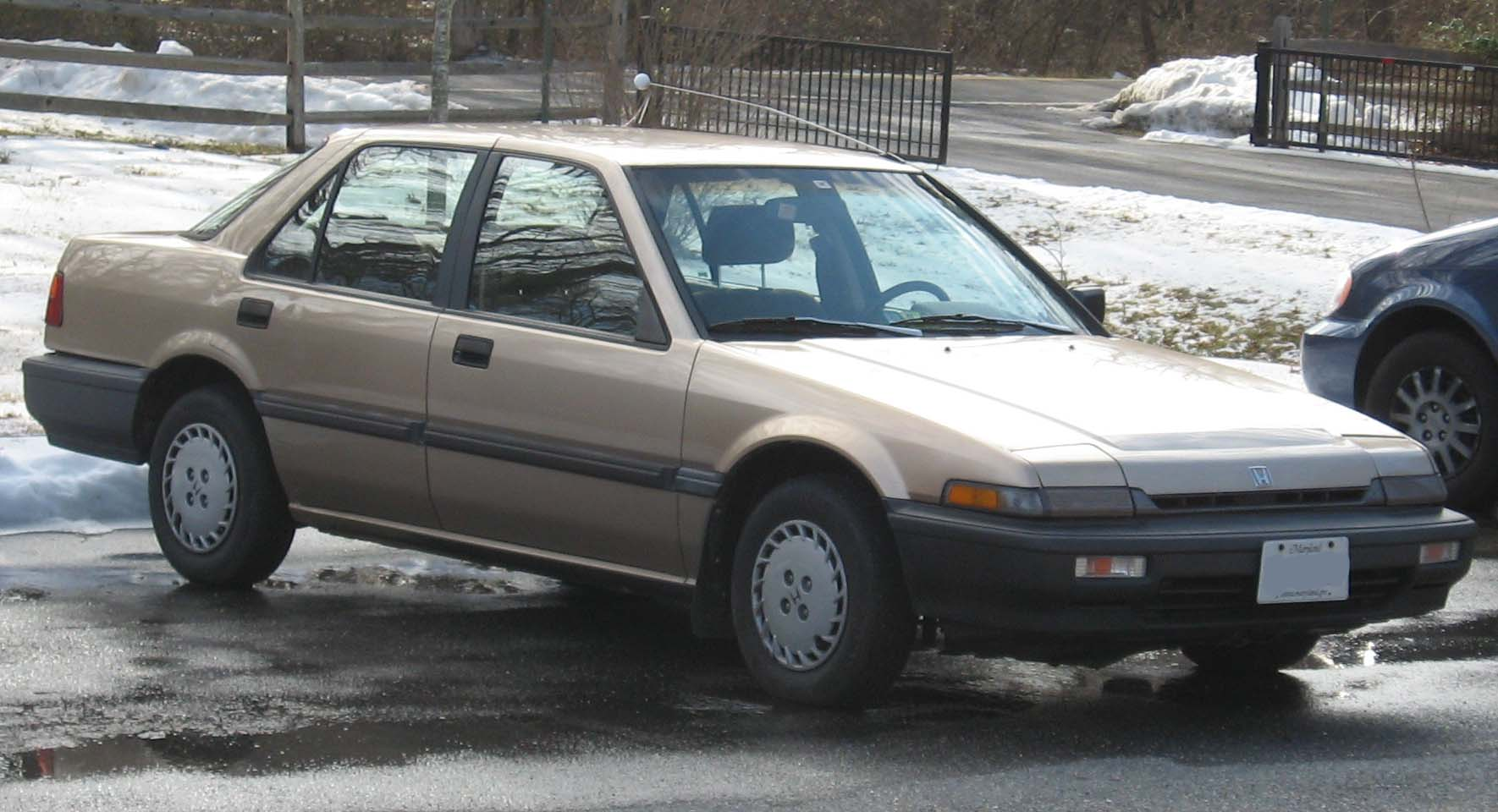
Honda Accord del 1988

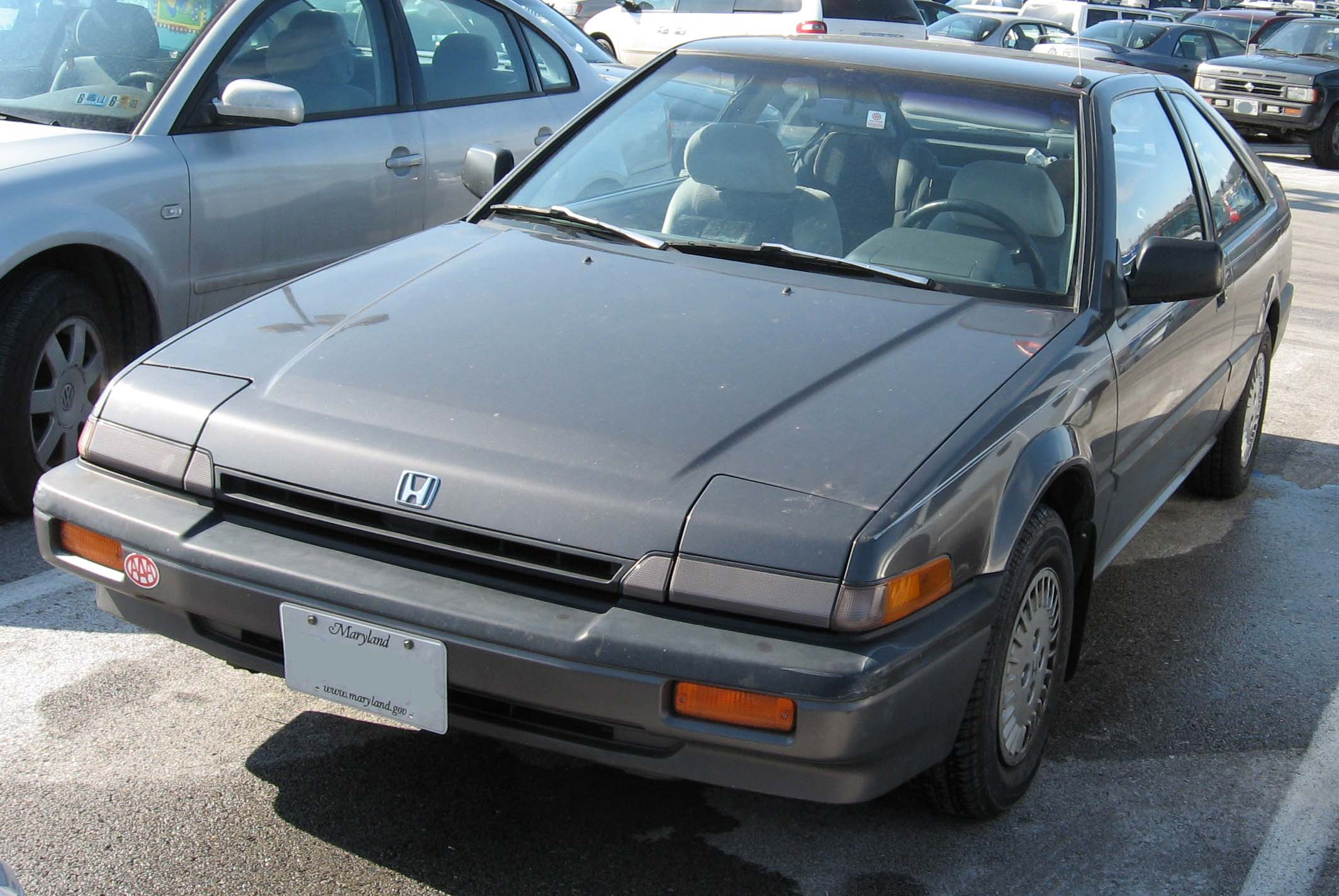
Honda Accord del 1986-1989

En aquesta nova entrega, l'Honda Accord es distribueix a Europa i al Japó i a la resta del món el 1986. Segueix tenint unes línies molt rectes i les seves mides augmenten. Una característica molt poc usual als cotxes tipus sedan són les llums "flip-up".
L'Accord es converteix en el primer Honda a usar un sistema double-wisbone tant davant com darrere, més econòmic que els MacPherson, i estabilitzadores tant davant com darrere. Els frens són de disc a les quatre rodes de doble pistó, simple pistó i discs més petits, i disc frontals i tambor posteriors i sistema antibloqueig de rodes (ABS). Els models base de l'Accord usen llantes de 13", amb opció a unes de 14" d'alumini.
Mecànicament, els motors són tots de 2.0L (1955 cc) A20A1 per al DX i LX, de 98 cv, A20A2 i A20A3 per al LX-i, de 110 cv i les transmissions són una automàtica de 4 velocitats i una manual de 5 velocitats.
S'ofereix amb les carrosseries de 4 portes sedan, 2 portes coupe, 3 portes hatchback i 3 portes "Aerodeck", que s'assembla un familiar.
Mides del Accord:
Batalla (Wheelbase): 2,601 m (102.4 in)
Llargada (Length): 4,440 m (174.8 in versió amb porta posterior); 4,534 m (178.5 in versió sedan i coupe)
Amplada (Width): 1,694 m (66.7 in)
Capacitat del dipòsit: 60 l (15,9 galons EUA)
Els paquets d'equipament són, a Nord-amèrica, quatre:
- El DX (base) amb control de creuer, defroster per al vidre posterior i rellotge digital.
- El LX (luxe) inclou aire condicionat, finestres elèctriques, radiocasset AM/FM..
- LX-i (més equipat) inclou a més, sostre elèctric, llantes de 14" d'alumini per al sedan i barra estabilitzadora posterior.
- SE-i, presentat el 1989, inclou seients de pell, equip d'àudio Honda-Bose i discs a les 4 rodes. Disponible per al sedan i coupe.

Els rivals d'aquest eren el Nissan Stanza, Mitsubishi Galant i el Mazda 626.

## Quarta generació (1990-1993)

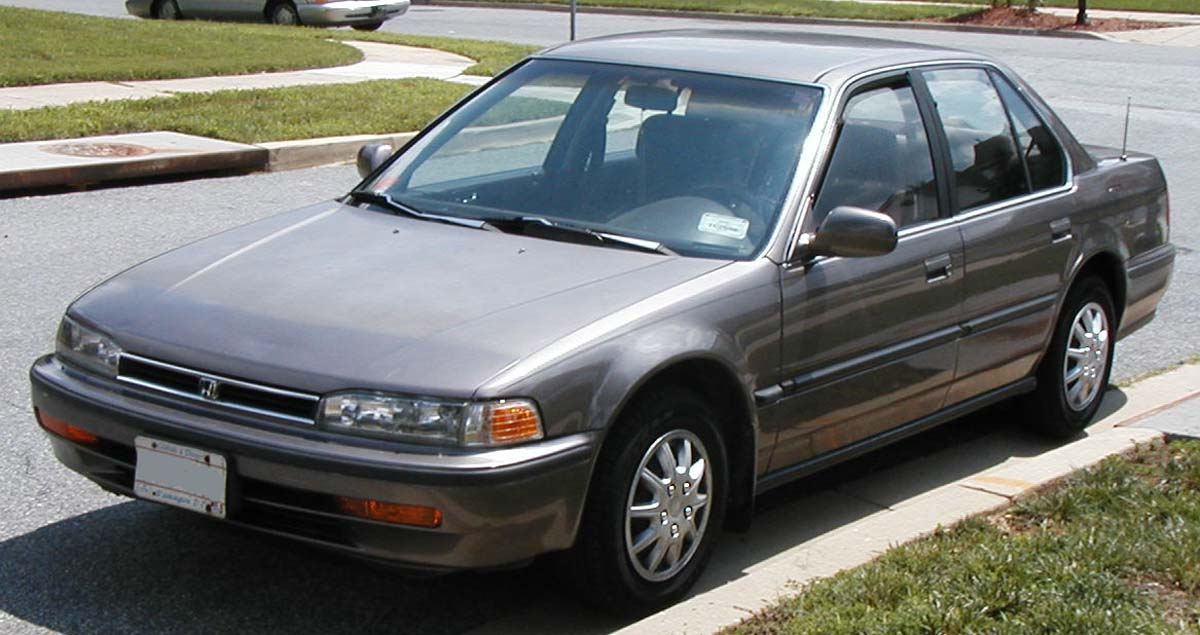
Honda Accord del 1990-1993

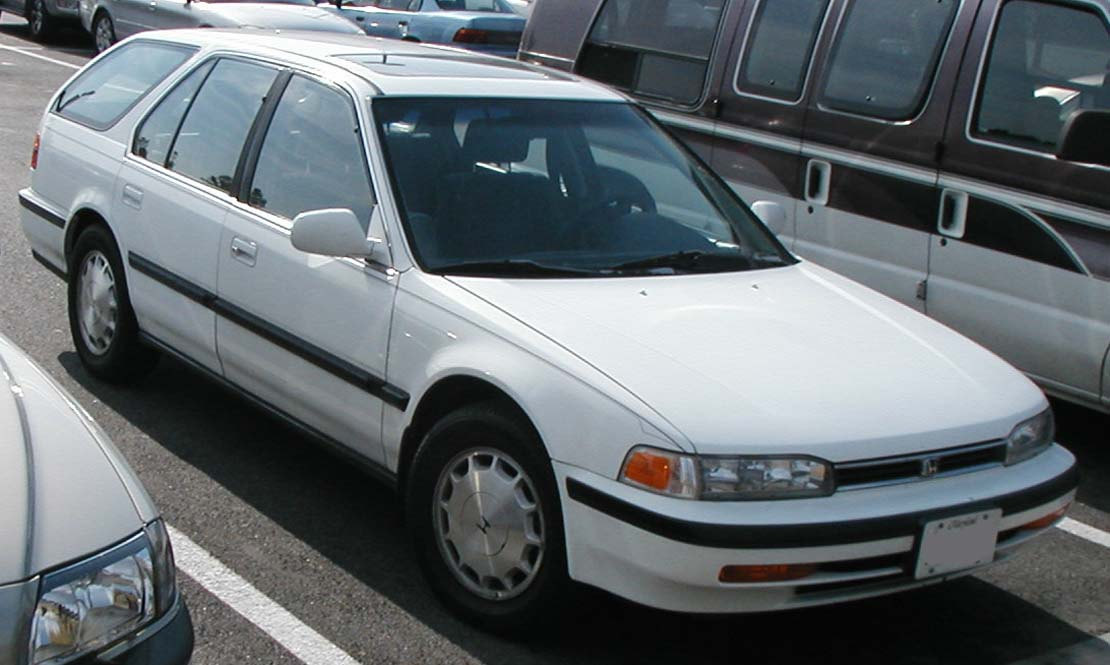
Honda Accord familiar del 1990-1993

El nou Accord presenta canvis molt importants respecte de les generacions anteriors. Basat amb el xassís "CB7", és un dels primers cotxes a equipar llums òptics amb netejador de fars.
Disponible amb carrosseria coupe de 2 portes, sedan de 4 portes i familiar de 4 portes.
Mides del Accord:
Batalla (Wheelbase): 2,720 m (107.1 in)
Llargada (Length): 4,704 m (185.2 in)
Amplada (Width): 1,704 m (67.1 in)
Alçada (Height): 1,374 m (54.1 in)
Capacitat del dipòsit: 64 l (17 galons EUA)
Mecànicament, tots els Accord a Nord-amèrica equipen un motor 2.2L (2156 cc) F22A de 125 cv a 140 cv. En opció, 2 caixes de canvi: automàtica de 4 velocitats i manual de 5 velocitats.
Els paquets d'equipament són el DX, LX, EX i EX-R. Al DX i LX se li associa la versió de 125 cv del motor 2.2L.
- DX: desapareix el control de creuer i es deixa l'opció d'aire condicionat. Mecànicament equipa un 2.2L (2156 cc) F22A de 125 cv.
- LX: El mateix equipament que en la generació anterior, i equipa el motor del DX.
- EX: Llantes d'aliatge de 15", sostre solar, tub d'escapament amb sortida dual o un radiocasset d'alta potència. El motor que equipa és el mateix que el DX, però amb 10 cv més de potència (135 cv).

Com tot cotxe fabricat als Estats Units, per major seguretat d'acord amb la NHTSA, els models del 1990 i 1991 equipen cinturons de seguretat automàtics, encara que als models de 1992 i 1993 desapareix, però l'airbag de conductor s'equipa de sèrie a tots els Accord. Una transmissió manual redissenyada amb embragatge hidràulic passa a ser de sèrie, i una automàtica de 4 velocitats controlada electrònicament en opció.
El 1991 es presenta l'Accord familiar, que podia elegir-se amb acabats LX i EX i s'aprofita per fer uns petits canvis cosmètics al cotxe. L'ABS esdevé de sèrie al paquet EX i torna a oferir-se el SE, associat amb el 2.2L (2156 cc) F22A de 140 cv, caixa automàtica de 4 velocitats i ABS i airbags frontals.

## Cinquena generació (1994-1997)

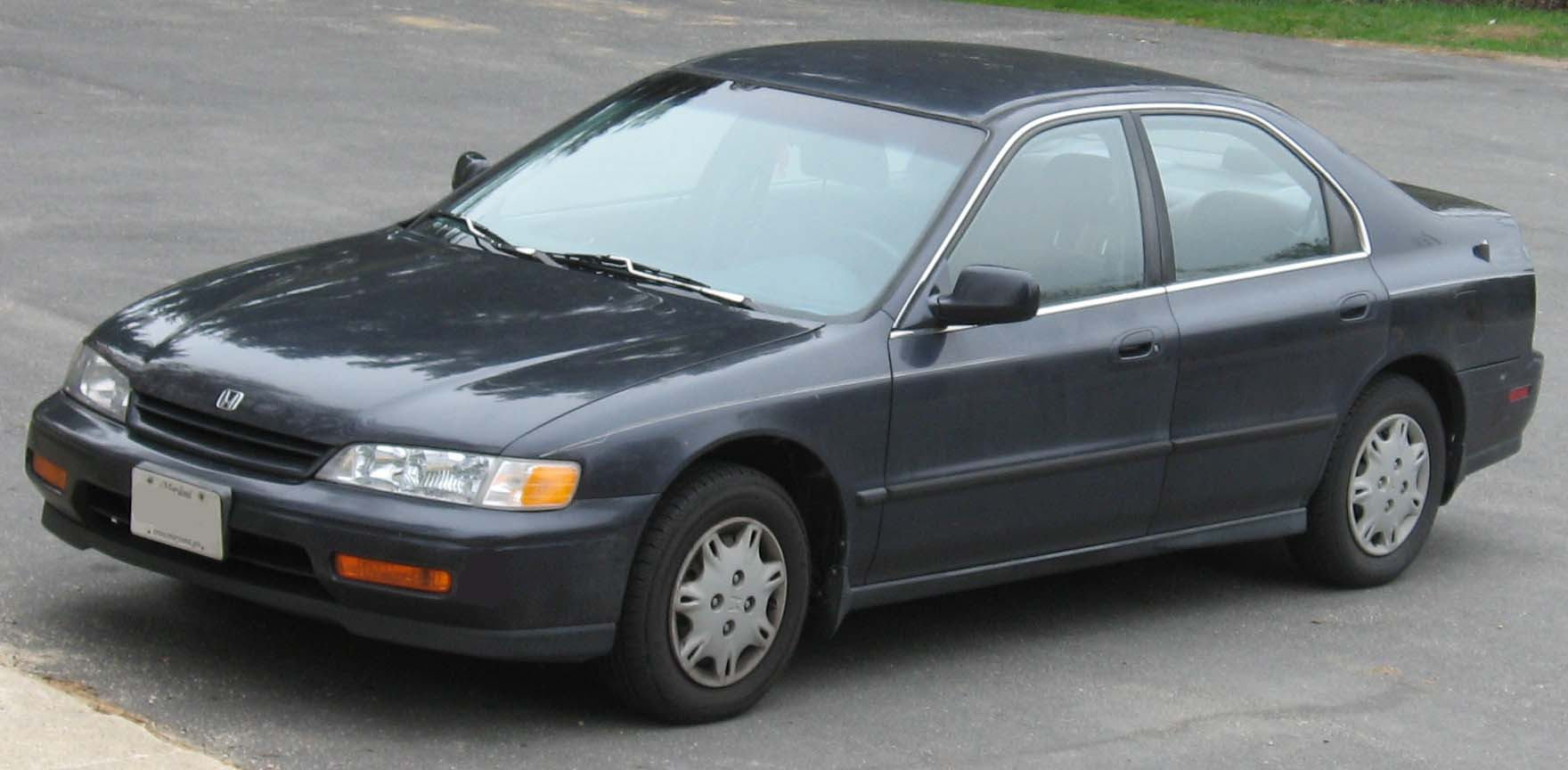
Honda Accord del 1994-1995

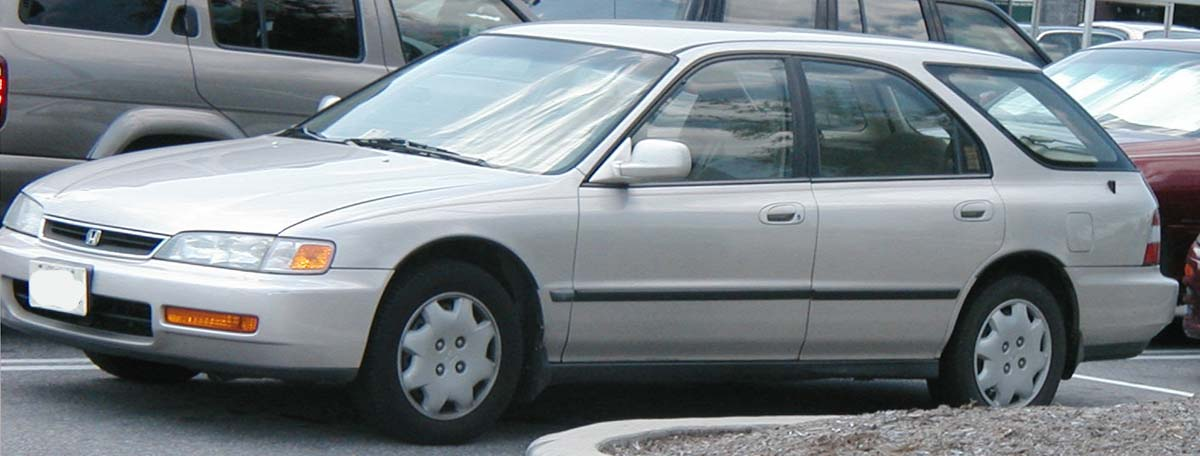
Honda Accord familiar del 1996-1997

La nova entrega està basada en el xassís "CD". Deixa de ser classificat com a compact a Nord-amèrica per formar part del segment de mid size, gràcies a l'augment (lleuger) de dimensions de l'Accord:
Batalla (Wheelbase): 2,715 m (106.9 in versió coupe)
Llargada (Length): 4,673 m (184.0 in)
Amplada (Width): 1,780 m (70.1 in)
Alçada (Height): 1,399 m (55.1 in)
Capacitat del dipòsit: 64 l (17 galons EUA)
Els acabats interiors guanyen en ergonomia, amb equipament de seguretat comú per a tots els Accord, com els airbags frontals o barres laterals de protecció d'impacte lateral. En carrosseries, estan la coupe de 2 portes, sedan de 4 portes i familiar de 4 portes. I en transmissions, les mateixes opcions que l'anterior generació: Manual de 5 velocitats i automàtica de 4 velocitats, amb el programa "Grade-Logic".
En paquets d'equipament, DX, LX i EX.
Mecànicament, s'ofereix el 2.2L (2156 cc) F22B1 VTEC de 145 cv, associat a l'EX, i un 2.2L (2156 cc) F22B2 VTEC de 130 cv, associat al DX i LX.
El 1995, debuta el motor V6 per al Accord, el 2.7L (2156 cc) C27A de 170 cv, per competir amb vehicles com el Ford Taurus, Mazda 626 i Toyota Camry. Aquest motor podien equipar-lo els paquets LX i EX, i en comú, transmissió automàtica de 4 velocitats, llantes de 15" i una graella actualitzada.
El 1996 el Accord rep un restyling. S'arrodoneixen els para-xocs, una graella lleugerament modificada. Tots els Honda compleixen amb el requeriment del Govern Federal d'equipar un OBD II. L'any següent, debuta el "Special Edition" (no és el mateix que el SE) amb 2 colors a elegir i amb un equipament com el sostre solar o reproductor de CD.
Models semblants a l'Accord són l'acura CL, Acura TL, Acura Vigor, Honda Inspire, Honda Odyssey i Rover 600.
Els rivals d'aquest eren el Nissan Maxima, Hyundai Sonata i el Toyota Camry.

## Sisena generació (1998-2002)

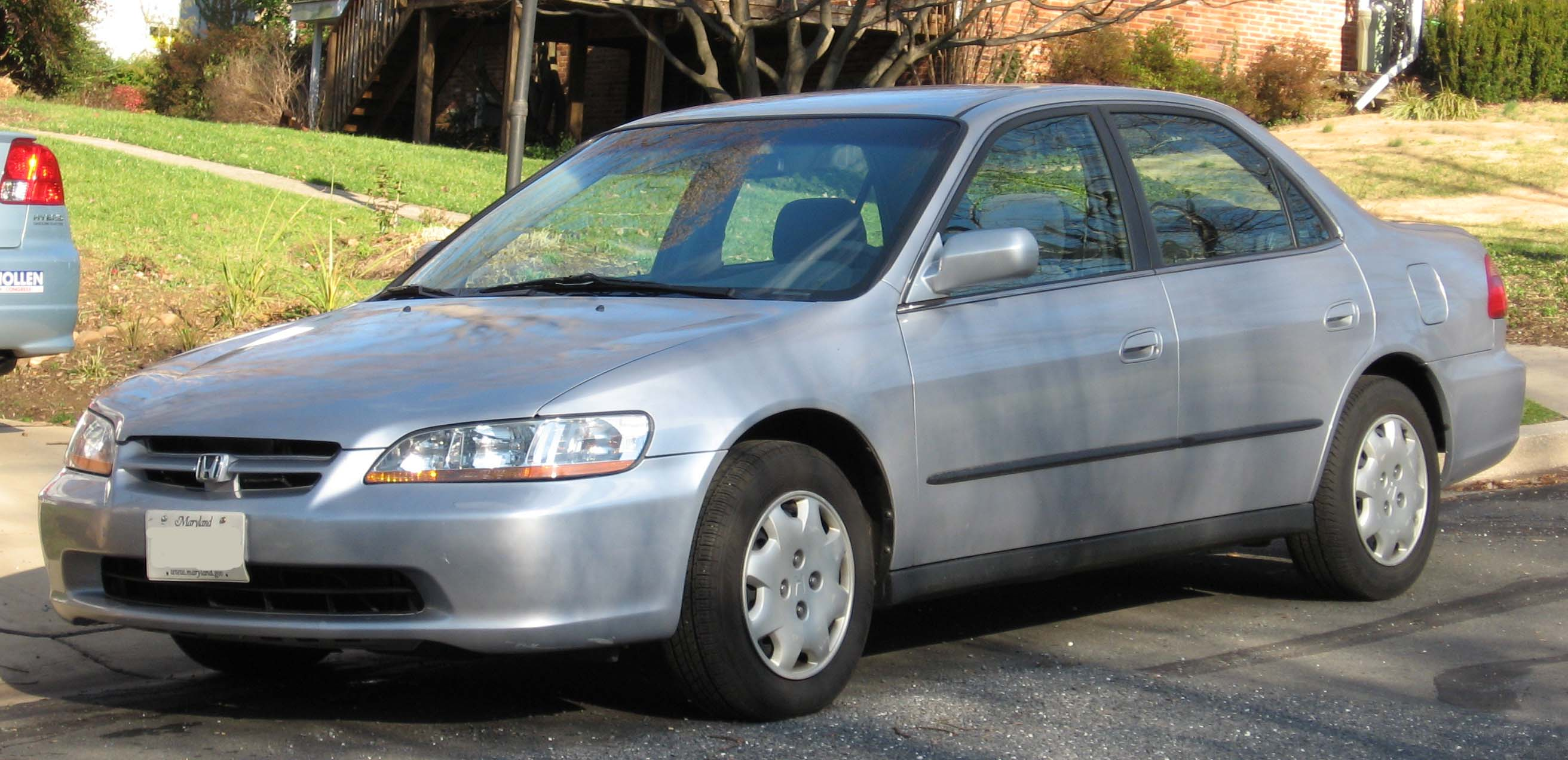
Honda Accord del 1998-2000

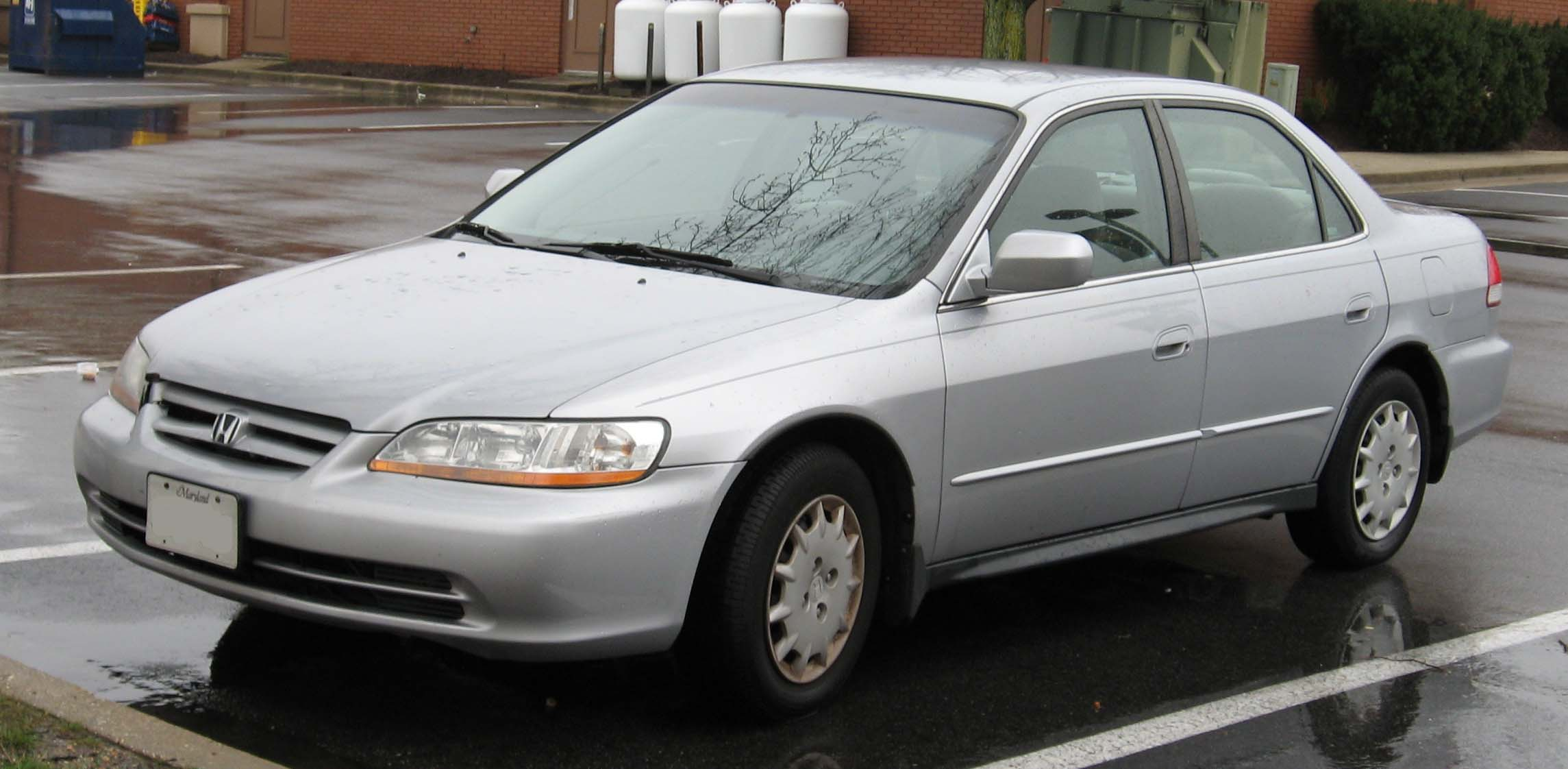
Honda Accord del 2001-2002

El disseny del Accord no varia gaire respecte de la generació anterior. A Nord-amèrica es deixa d'oferir la versió familiar, encara que segueix essent oferta en altres mercats, deixant només el coupe de 2 portes i el sedan de 4 portes.
Per al coupe, se l'anomena "Accord Coupe" i pren l'estètica de l'espectacular Acura NSX. Una graella exclusiva, fars posteriors, llantes i altres detalls s'han canviat per desmarcar-lo de la versió sedan, més orientada a famílies.
Mides del Accord:
Batalla (Wheelbase): 2,669 m (105.1 in versió coupe); 2,715 m (106.9 in versió sedan)
Llargada (Length): 4,744 m (186.8 in versió coupe); 4,799 m (188.8 in versió sedan)
Amplada (Width): 1,785 m (70.3 in)
Alçada (Height): 1,397 m (55.0 in versió coupe); 1,445 m (56.9 in versió sedan)
Capacitat del dipòsit: 64 l (17.1 galons EUA)
Segueix oferint-se els mateixos paquets d'equipament: DX, LX, EX i LX-V6 i EX-V6. Per al Accord Coupe, els del sedan excepte el DX. Els paquets associats a mecàniques de 4 cilindres anaven equipats amb una transmissió manual de 5 velocitats i una automàtica de 4 velocitats en opció.
- DX: llantes de 14" i un motor 2.3L (2254 cc) F23A1 de 135 cv. El DX "Value-Package" (introduït el 2001) inclou l'aire condicionat, control de velocitat i radiocasset.
- LX: Finestres elèctriques, tanca elèctrica, control de velocitat, llantes de 15", acompanyat d'un 2.3L (2254 cc) F23A1 VTEC de 150 cv.
- EX: Sostre elèctric, Radio CD, llantes d'aliatge i ABS, acompanyat d'un 2.3L (2254 cc) F23A1 VTEC de 150 cv.
- LX-V6: El mateix que el LX, però amb llantes de 16" i un motor 3.0L V6 J30A1 VTEC de 200 cv.
- EX-V6: El mateix que l'EX, però amb climatizador, transmissió automàtica de 4 velocitats, ABS i seients de pell, i el motor El 3.0L V6 J30A1 VTEC de 200 cv.

El 2001, l'Accord rep un petit restyling. Una nova graella, para-xoc posterior, nous llums posteriors i disseny de llantes nou. S'afegeix un reproductor de CD al LX i LX-V6 i per a l'EX i EX-V6 un carregador per a 6 CD. Torna a aparèixer el "Special Edition" el 2002 i equipa el mateix que el LX excepte alguns detalls, com llantes d'aliatge específiques, entrada sense clau (keyless) i carregador per a 6 CD.

## Setena generació (2003-2007)

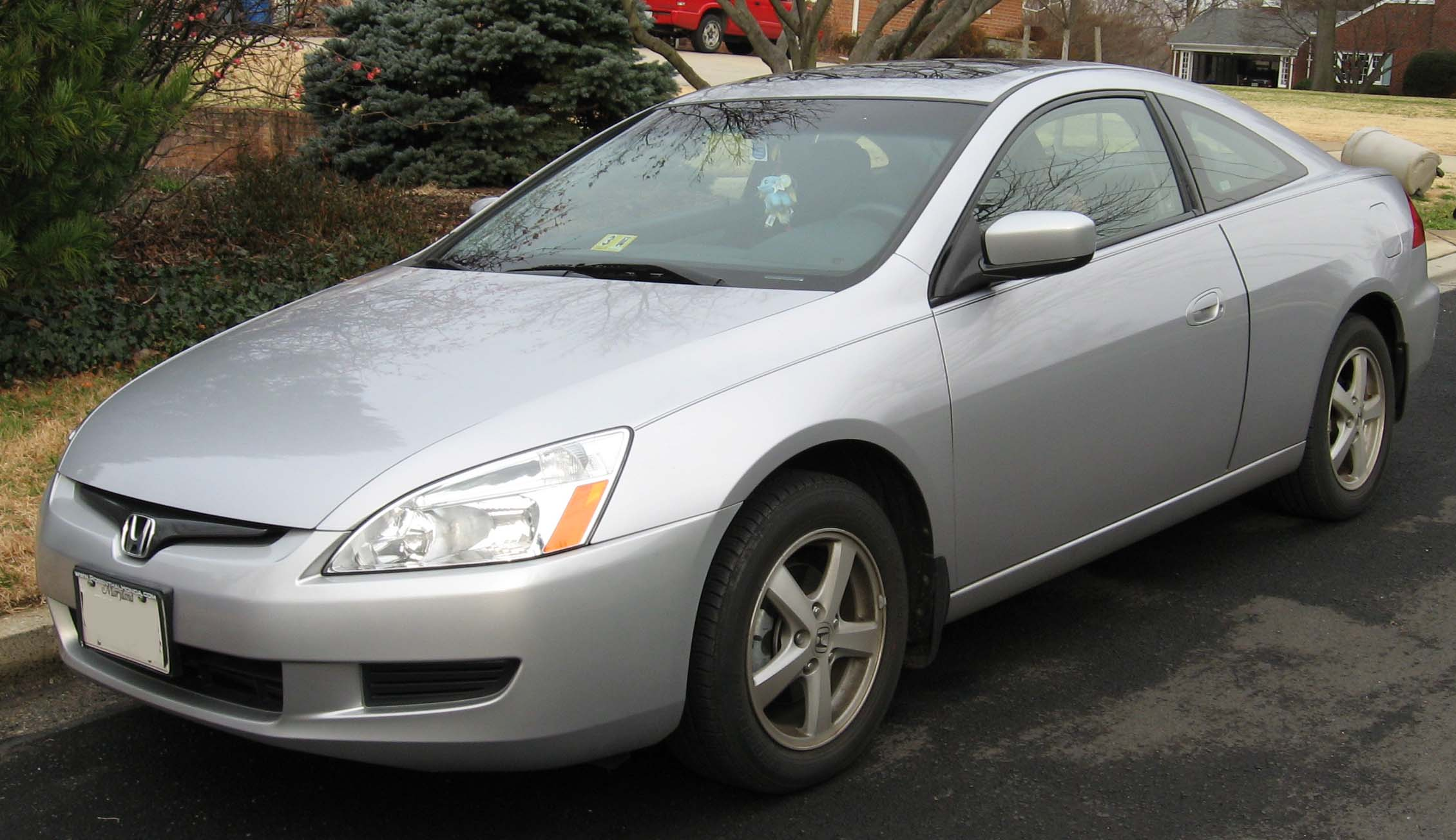
Honda Accord coupe del 2003-2005

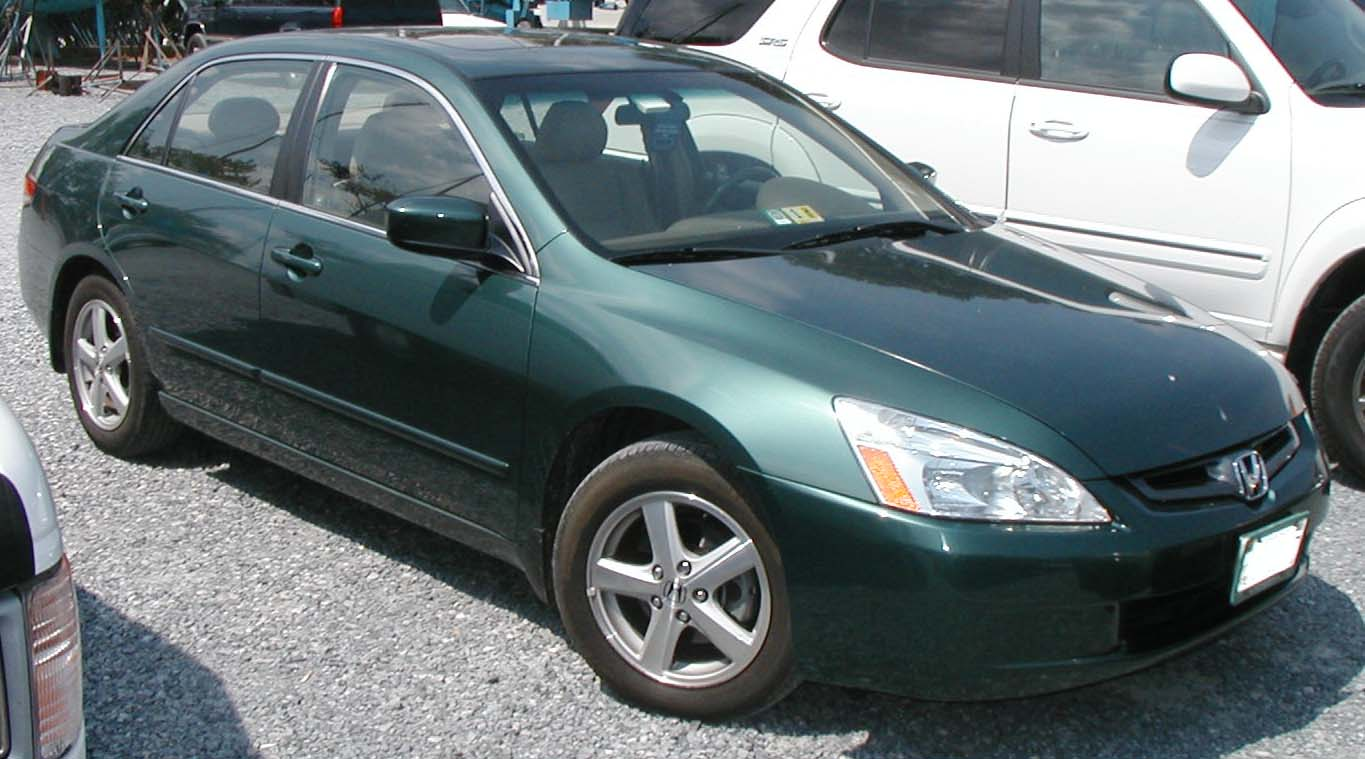
Honda Accord del 2003-2004

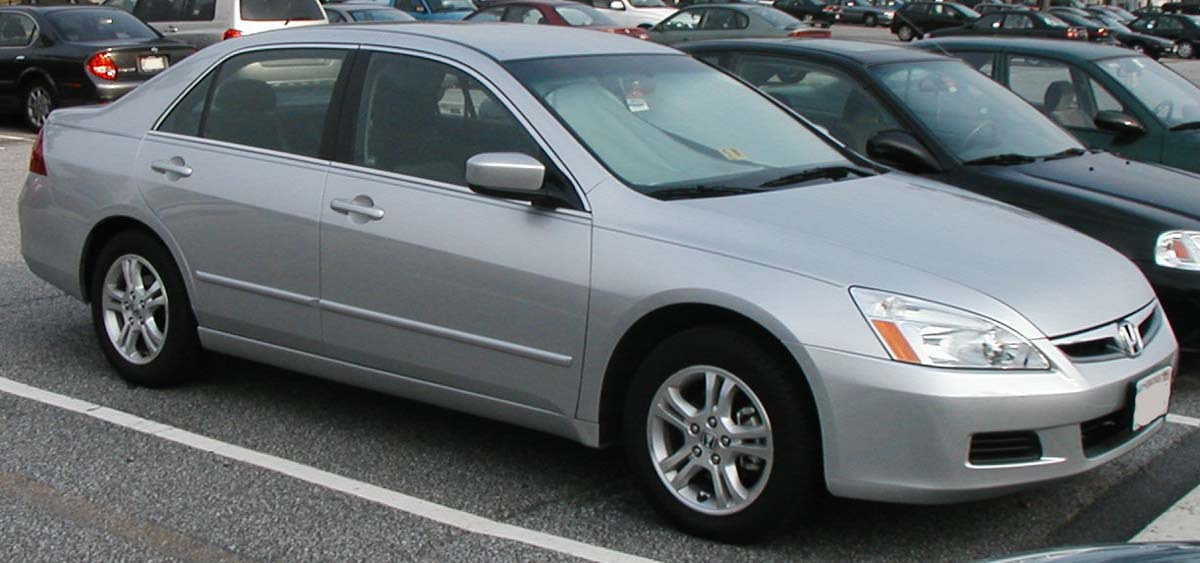
Honda Accord del 2006

L'Accord rep un restyling més profund. En aquesta situació, Honda ha distingit l'Honda Accord de Nord-amèrica amb l'europeu i japonès. El primer s'inspira amb l'Honda Inspire i el segon es basa amb l'Acura TSX.
Mides de l'Accord:
Batalla (Wheelbase): 2,669 m (105.1 in versió coupe); 2,740 m (107.9 in versió sedan)
Llargada (Length): 4,765 m (187.6 in versió coupe); 4,854 m (191.1 in versió sedan)
Amplada (Width): 1,811 m (71.3 in versió coupe); 1,818 (71.6 versió sedan)
Alçada (Height): 1,414 m (55.7 in versió coupe); 1,453 m (57.2 in versió sedan)
Capacitat del dipòsit: 64 l (17.1 galons EUA)
Segueix oferint-se els mateixos paquets d'equipament que amb l'anterior: DX, LX, EX i LX-V6 i EX-V6. Mecànicament, els 2.3L els substitueixen per un 2.4L (2354 cc) K24A4 VTEC de 160 cv per als DX, EX i LX i, a partir del 2006 se substitueix per un 2.4L (2354 cc) K24A8 VTEC de 166 cv. Cal esmentar que existeix una versió específica del 2.4L que obté el certificat SULEV de Califòrnia, Estats Units.
El 3.0L V6 J30A4 VTEC de 240 cv que equipa els Accord LX-V6 i EX-V6 fins al 2005. A partir del 2006, el substitueix una evolució de l'anterior 3.0L V6 J30A5 VTEC que puja la potència a 244 cv.
En transmissions, es presenten novetats: 2 opcions manuals de 5 i 6 velocitats i una automàtica de 5 velocitats.
L'Accord va convertir-se en el primer cotxe a incloure de fàbrica radio XM Satellite Radio.
Accord Hybrid
Vegeu: Honda Accord Hybrid
El 2004 es presenta l'Accord Híbrid, basat amb la tecnologia IMA. El 2006, s'actualitza el motor a 253 cv.
El 2006, es presenta una actualització en l'Accord, motivada per ser el 30é aniversari de l'Accord. Amb un nou disseny posterior (al sedan sobretot), llums posteriors de tipus LED, llums de dia DRL i retrovisors calefactables en el paquet EX. Per al V6, llantes de 17" de sèrie i, en opció, el VSA (Vehicle Stability Assist) oESC i l'assistent de frenada BAS. També és el primer any (2006) en oferir-se una caixa manual de 6 velocitats al sedan equipat amb el V6.
Els paquets d'equipament pel 2006 inclou un VP (Value Package) que substitueix al DX i que inclou aire condicionat, entrada sense clau, control de velocitat de sèrie. L'any següent, apareix el paquet SE-V6.
Els rivals d'aquest eren el Chevrolet Impala, Mazda6, Nissan Altima, Hyundai Sonata i el Toyota Camry.

## Vuitena generació (2008-)

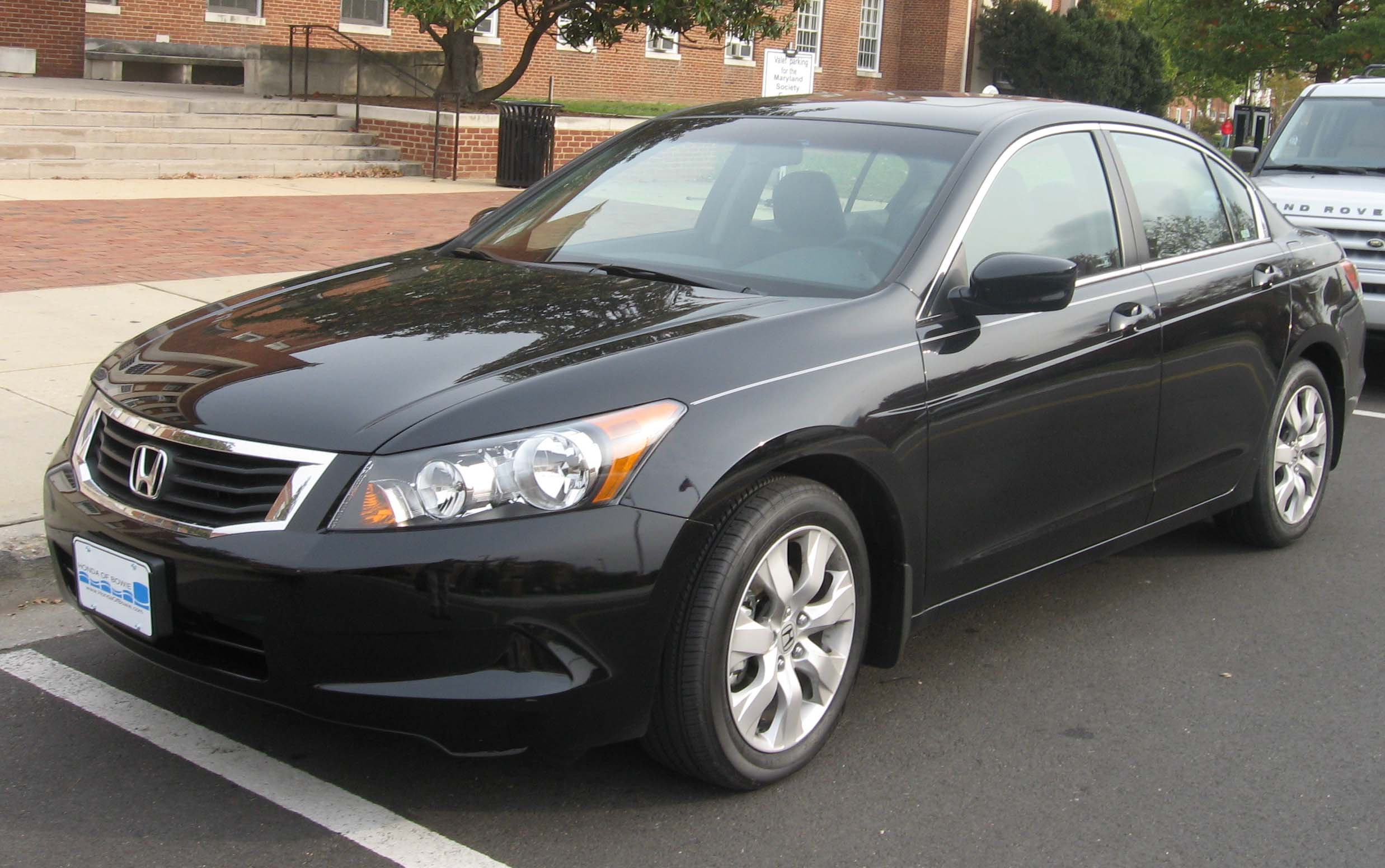
Honda Accord del 2008

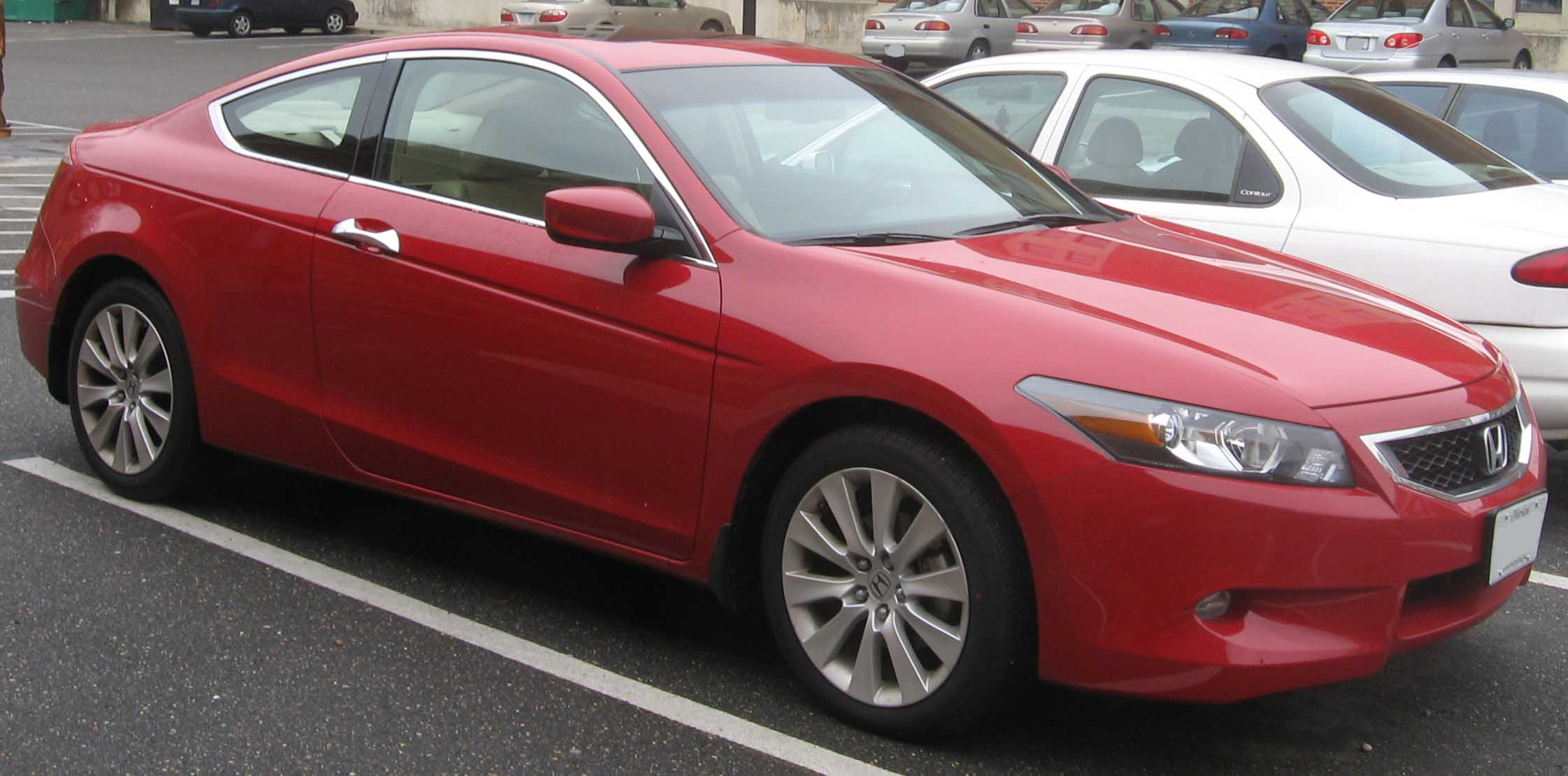
Honda Accord coupe EX-L del 2008

Al North American International Auto Show del 2007 va presentar-se el prototip de l'Honda Accord de 8a generació.
Novament, distribuït sota el nom d'Honda Inspire al Japó amb alguns detalls que canvien. Això significa que l'Accord venut al Japó seguirà essent un mid size i no pas un full size com és el nou Accord venut a Nord-amèrica.
A diferència de la generació anterior, Honda no l'oferirà hibrid, segons ells, perquè aquest tecnologia funciona millor en vehicles compactes; en el seu lloc, oferirà una versió dièsel de cara a l'any 2009 que complirà amb la normativa d'emissions dels 50 estats.
Aquesta nova generació es fabrica a Marysville, Ohio i Saitama, Japó
Mides del Accord:
Batalla (Wheelbase): 2,741 m (107.9 in versió coupe); 2,799 m (110.2 in versió sedan)
Llargada (Length): 4,849 m (190.9 in versió coupe); 4,930 m (194.1 in versió sedan); 4,935 m (194.4 in versió sedan amb motor V6)
Amplada (Width): 1,849 m (72.8 in versió coupe); 1,847 (72.7 versió sedan)
Alçada (Height): 1,433 m (56.4 in versió coupe); 1,476 m (58.1 in versió sedan)
Capacitat del dipòsit: 70 l (18.5 galons EUA)
Mecànicament estrena nous motors de gasolina, amb un V6 de 3.5L J35Z2 de 268 cv amb tecnologia VCM (Honda's Variable Cylinder Management), un sistema que desconnecta 2 o 3 cilindres en funció del tipus de conducció que s'exerceixi; amb aquesta tecnologia; aquesta no serà utilitzada en la versió Coupe amb transmissió manual de 6 velocitats (un fet que perjudica en el consum global del vehicle). El motor també, complirà amb les estrictes normes d'emissions de Califòrnia amb el Partial Zero-Emissions Vehicle, encara que només les versions amb canvi automàtic. Per l'any 2008, la transmissió estàndard de 6 velocitats desapareix de la versió sedan.
Recapitulant, mecànicament s'ofereixen les següents versions:
- 2.4 L K24Z2 L4 de 177 cv. De sèrie als paquets LX i LX-P
- 2.4 L K24Z3 L4 de 190 cv. De sèrie als paquets EX i EX-L
- 3.5 L J35Z2 V6 de 268 cv. De sèrie als paquets EX V6 i EX-L V6
- (2009-) 2.2 L N22A2 turbodiesel L4 de 140 cv.

Sobre les transmissions, s'ofereix amb 2 manuals de 5 i 6 velocitats i una automàtica de 5 velocitats.

## Seguretat
L'Honda Accord ha estat sotmès a força proves de seguretat, d'aquí es destaquen els següents resultats.
Per part del Insurance Institute for Highway Security IIHS
- L'Honda Accord sedan del 2008 va obtenir la qualificació de "good" en els tests de xoc frontal i lateral.[5][6] Aquests resultats l'han fet valedor de l'atorgament de "Top Safety Pick" per l'any 2008 del mateix IIHS.
- L'Honda Accord sedan EX del 2003 va obtenir la qualificació de "good" en els tests de xoc frontal i lateral.[7]
- La qualificació de "average" en l'Honda Accord LX sedan del 1997.[8]
- La qualificació de "average" en l'Honda Accord LX sedan del 1994.[9]

## Premis i reconeixements
Durant el seu llarg període de vendes, l'Accord ha recollit força premis i reconeixements, a destacar:
- Cotxe de l'any per la revista Motor Fan Magazine l'any 1976.
- Cotxe de l'any per la revista 'Road Test Magazine l'any 1977.
- Cotxe de l'any a Aistràlia per la revista Wheels Magazine l'any 1977.
- Cotxe de l'any als Estats Units per la revista Car & Driver Magazine l'any 1977.
- Cotxe japonès més venut als Estats Units durant els anys 1982-1996.
- Cotxe de l'any al Japó l'any 1985 i 1986.
- Cotxe de l'any al Japó l'any 1993 i 1994.
- Cotxe d'importació de l'any als Estats Units del 1994.
- Inclòs a la llista dels 10 millors cotxes als Estats Units per la revista Car & Driver els anys 1994 i 1995